# Дружба (Чечня)
Дружба (рос. Дружба) — селище у Грозненському районі Чечні Російської Федерації.
Населення становить 130 осіб. Входить до складу муніципального утворення Пролетарське сільське поселення.

## Історія
Згідно із законом від 20 лютого 2009 року органом місцевого самоврядування є Пролетарське сільське поселення.

## Населення
| 2002 | 2010 |
| ---- | ---- |
| 142  | ↘130 |